# Torre de Cirith Ungol
En el Universo Imaginario de Tolkien y en la Novela El Señor de los Anillos, la Torre de Cirith Ungol (o Torre de los Orcos) es la Torre que guardaba el Paso de Cirith Ungol, sobre las Ephel Dúath. Fue construida por los Dúnedain de Gondor tras la Guerra de la Última Alianza ya en la Tercera Edad del Sol.
Su principal misión era vigilar la tierra de Mordor desde este estrecho paso y resguardar Ithilien de los ataques de los sirvientes de Sauron que quedaron tras la batalla. Por esa razón, sus dos bastiones estaban dirigidos hacia el Norte y Nordeste. También servía para evitar que los sirvientes de Sauron regresaran a Mordor.
Esta fortaleza tenía relación con la fortaleza de Durthang en el Noroeste de Mordor, y las Torres de los Dientes en el Morannon.

## La Torre

### Descripción
Se llegaba ahí después de trasponer la larga hondonada que se abría al final de la Escalera en Espiral, la que se transitaba a través de un camino hasta dos plataformas de piedra negra en las que se situaba la torre, dominando el paso de salida del desfiladero. 
Un gran muro de piedra, de unos diez metros de alto la rodeaba. Este terminaba en un alero de gradas invertidas lo que lo hacía imposible de escalar. Cada extremo del muro estaba unido a los flancos de la montaña y en el costado izquierdo, casi llegando al centro de la torre, se encontraba una gran arcada en la que se hallaba la puerta; que estaba custodiada por los "Centinelas", dos estatuas guardianes de tres cabezas. 
En el interior había numerosos pasillos y puertas. Pero el pasillo central terminaba en una larga escalera en espiral, de la que a cada tanto se abrían aberturas a los pisos superiores. Al final de la escalera, en el tercer y último nivel, había un techo plano con un gran espacio abierto, que estaba rodeado de un parapeto. El final de la Escalera, que desembocaba en el centro del techo, estaba cubierta por una cámara con puertas que miraban hacia el este y el oeste, era la base de la atalaya más alta de la torre.
A esta atalaya se accedía trasponiendo una puerta y subiendo primero, una corta escalera en espiral y luego de otra puerta que se abría a la izquierda, una rampa que bruscamente se terminaba frente a otras dos puertas que conducían al centro de la torre, mas no a la cúspide de la atalaya. Para subir era preciso trasponer una puerta trampa que se abría en el centro mismo del corredor principal. Una cámara redonda en la que había un ventanal que daba al oeste, constituía toda la construcción de ese lugar.

### Sucesos
Gondor ocupó esta fortaleza probablemente hasta 1636 T. E. cuando la Gran Plaga mató a una gran proporción de la población de Gondor. Tras la Plaga Gondor jamás volvió a ocupar Cirith Ungol y el mal pudo regresar a Mordor, ya que la torre fue ocupada por el Rey Brujo en el segundo milenio T. E.
Durante la Guerra del Anillo, Frodo estuvo prisionero luego del ataque de Ella-Laraña. Allí concurrió Sam a rescatarlo, aprovechando que los orcos se mataron entre ellos por la posesión de los tesoros (salvo el Anillo, Dardo y el Frasco de Galadriel; en manos de Sam) que poseía el hobbit. 
Para poder entrar en ella tuvo que sortear los poderes de los Centinelas y luego de trasponer el patio central, sembrado de cadáveres y de perseguir a un orco por los pasillos interiores hasta la entrada a la atalaya. Ambos sobrevivieron a las penalidades de la Torre de los orcos, en lo alto del desfiladero. Aquel era el último obstáculo de Cirith Ungol y los hobbits consiguieron por fin abrirse camino hasta la tierra infernal de Mordor, siguiendo algunos senderos ocultos del Morgai.

## Referencia bibliográfica
- Foster Robert (1999). Guía Completa de la Tierra Media. Madrid: Minotauro. ISBN 84-450-7428-8.

- J.R.R. Tolkien (1998). El Señor de los Anillos. Ediciones Minotauro. ISBN 978-84-450-7179-3.

- Datos: Q9088888